# Iglesia de Parinacota
La iglesia de Parinacota está ubicada en la localidad homónima, Región de Arica y Parinacota, en el norte de Chile. Fue declarada monumento nacional de Chile, en la categoría de monumento histórico, mediante el Decreto Supremo N.º 1158, del 4 de mayo de 1979.

## Historia

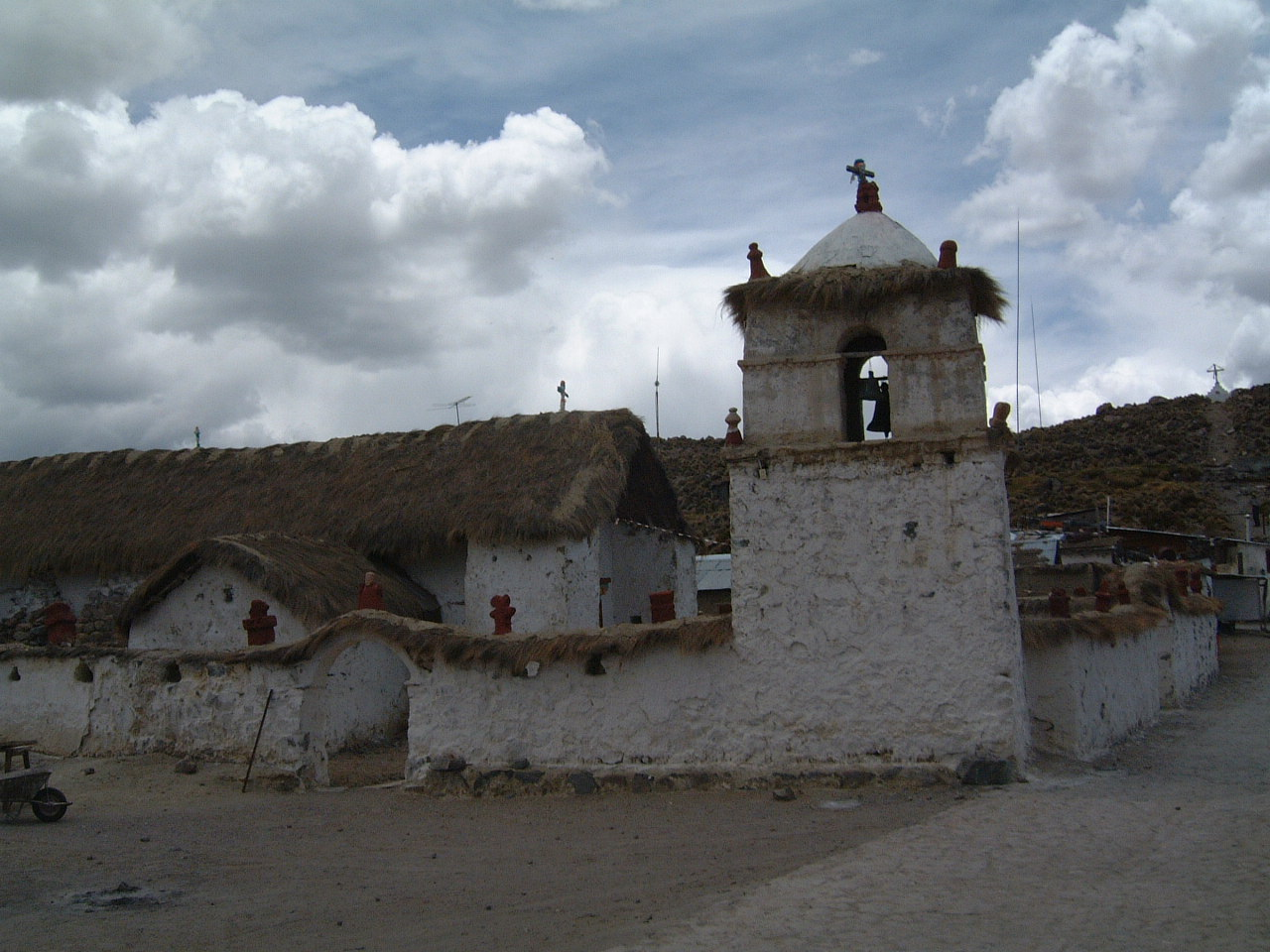
Iglesia y torre campanario

La iglesia de Parinacota fue construida en 1670, reconstruida en 1912 y se ubica en el centro del pueblo. Está hecha de piedra y blanqueada con cal, con techo de paja brava y barro. Su portal es sencillo, con trabajo en piedra tallada. Los muros interiores están cubiertos de frescos colores saturados y de santos coloniales.

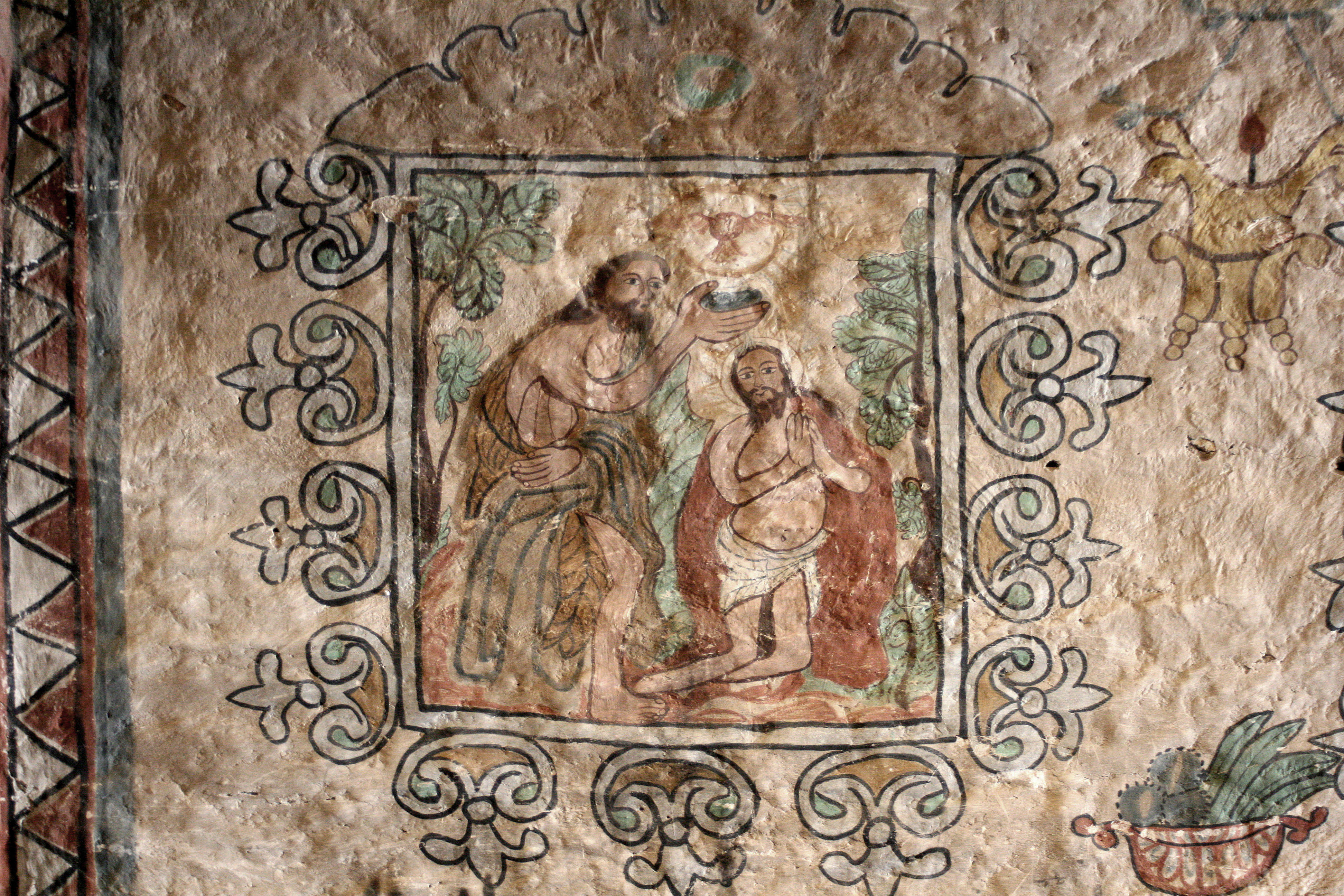
fresco on plaster-baptism

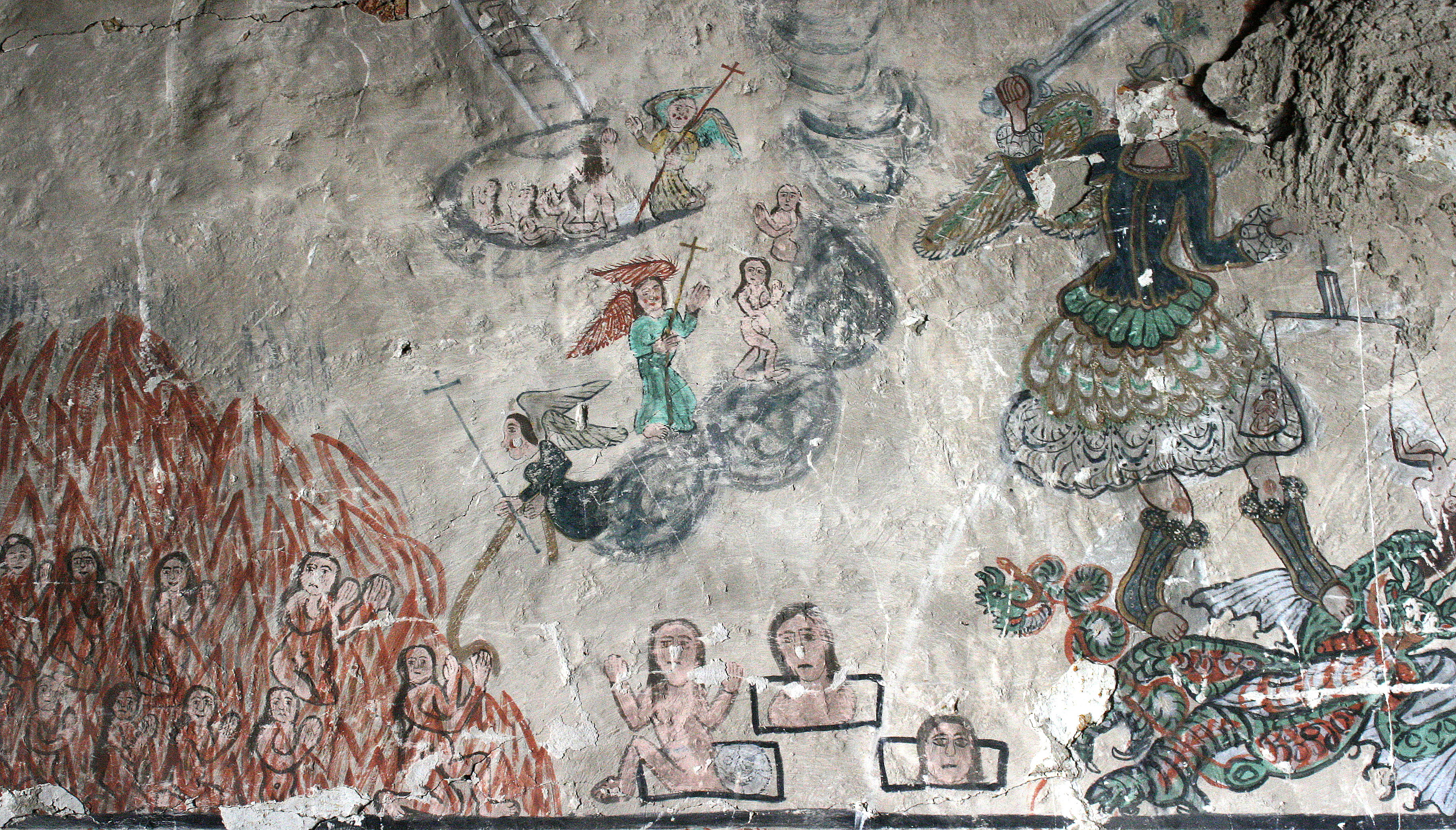
fresco on plaster-last judgment

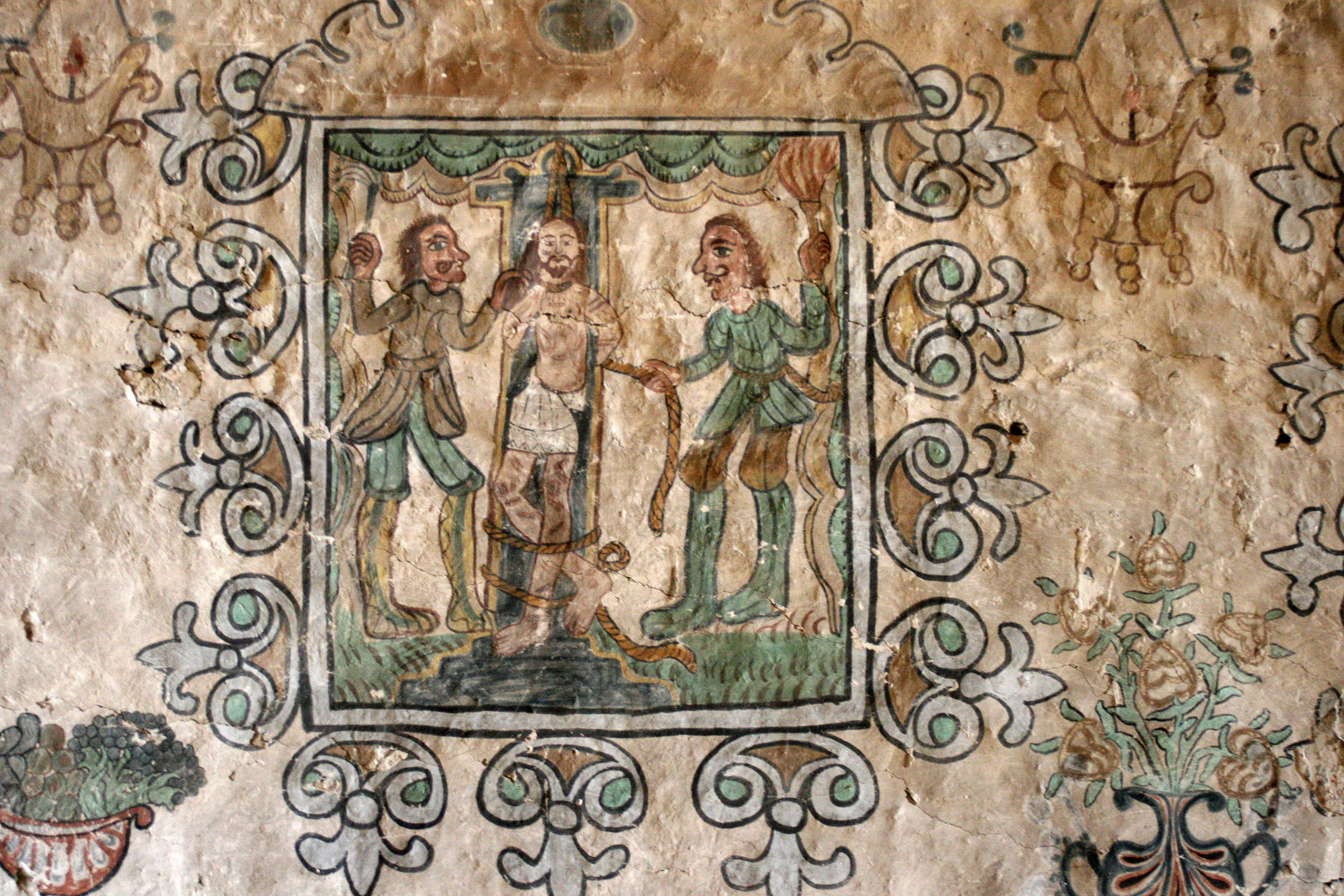
fresco on plaster-crucifixion

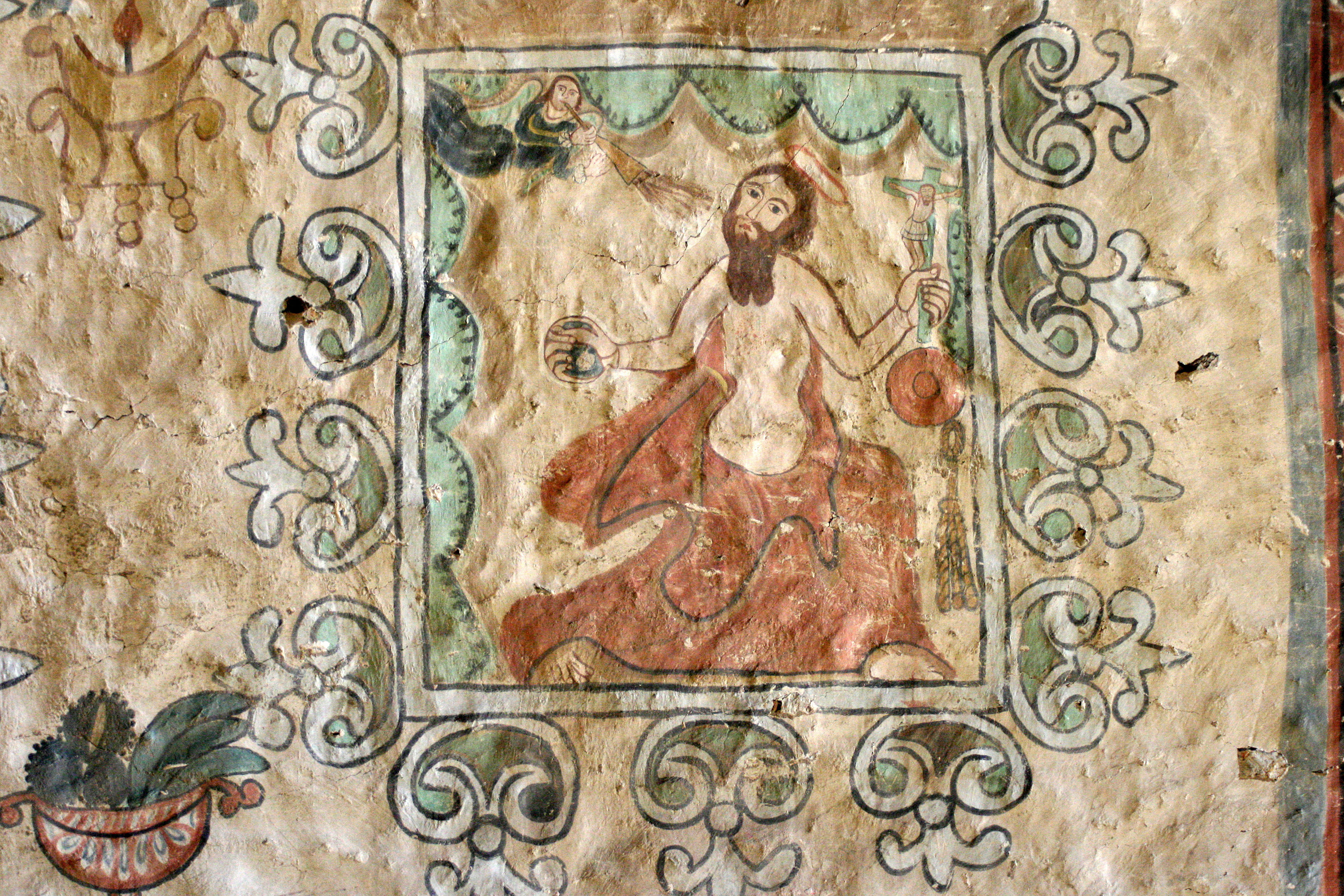
fresco on plaster-resurrection

Esta iglesia fue declarada Monumento Nacional, el 4 de mayo de 1979. Está rodeada por un muro perimetral de piedra, estucado en barro y pintado con cal de bofedal; cuyo muro posee tres puertas techadas con arcos y coronamientos en piedra volcánica rosada. Hay un macizo campanario incorporado al muro perimetral en una esquina.
Las calles que rodean la iglesia es por donde se hacen las procesiones ceremoniales y conservan las pozas o altares para depositar las imágenes religiosas.